# Cratere Shayn
Shayn è un cratere lunare di 92,9 km situato nella parte nord-occidentale della faccia nascosta della Luna.